# Bregnet Kirke
Bregnet Kirke, Bregnet Sogn, Øster Lisbjerg Herred i det tidligere Randers Amt.
Kirken er i dag ensomt beliggende i det smukke kuperede landskab mellem Rønde og borgruinen Kalø Slot i Kaløvig. Selve landsbyen Bregnet har ligget vest for kirken, men byen blev nedlagt engang i senmiddelalderen og flyttet mod nordvest, hvor den genopstod under navnet Rønde.

## Kirkens forhistorie
Den nuværende Bregnet Kirke stammer fra anden halvdel af 1400-tallet. Den har erstattet en romansk kirke, sandsynligvis opført i granitkvadre. Ligesom mange andre af landets romanske kirker, er denne sikkert opført i 1100-tallet. Om der også før den tid har været en kirke på stedet er slet ikke usandsynligt. I Ringelmoseskoven øst for kirken findes en gammel helligkilde, der i kristen tid er opkaldt efter Tobias fra det apokryfe skrift Tobits Bog. Man har fremført en teori om, at den ældste Bregnet Kirke er opført som
valfartskirke i forbindelse med kilden. Fra den romanske kirke er i dag bevaret to genstande. Den ene er kirkens døbefont, som er omtalt herunder. Den anden var kirkeklokken, der var støbt i 1100-tallet og dermed er en af de ældste i landet. Den revnede imidlertid i 1898, men blev af arkitekt F. Uldall skænket til Nationalmuseet, hvor den stadig befinder sig.

## Den nuværende kirke
I midten af 1400-tallet opstod der et ønske om at forny kirken. Om de har været egentlige saglige grunde til at nedrive den gamle bygning, eller det blot var ønsket om at skabe noget nyt og større ved man ikke. Men for bygherren var det ikke usædvanligt at udskifte ældre kirkebygninger. Det var nemlig Otte Nielsen Rosenkrantz, der på samme tid fornyede Tirstrup Kirke og opførte Marie Magdalene Kirke. Men i modsætning til disse to er Bregnet Kirke ikke opført med ham som personlig ejer, men derimod i hans egenskab som kongelig lensmand på Kalø Slot. Kirken har Aarhus-bispen Jens Iversen Langes våbenskjold malet som kalkmaleri på korets sydlige hvælving, hvorfor den uden tvivl er indviet i hans tid som biskop.
Kirkebygningen er opført gotisk stil og består af skib og kor ud i ét. Koret har en tresidet afslutning mod øst. Mod vest et kirketårn, der oprindeligt var et styltetårn med en åbning på vestsiden, som er tilmuret senere. Mod syd findes våbenhuset. Både tårn og våbenhus har kamtakkede gavle. Materialet er røde munkesten, men kirken fremstår hvidkalket. Man har tidligere været af den opfattelse, at hele bygningen er opført på samme tid. I dag mener man, at tårn og våbenhus sandsynlig er tilføjelser fra 1500-tallet. Skib og kor er dog meget velbevarede. Norddøren er muret til, men ses tydeligt som en niche i ydermuren. Man bemærker endvidere, at kirken kun har sydvendte vinduer. I det indre har kirken oprindelige spidsbuede hvælvinger.

## Restaureringen 1872
I 1872 gennemgik Bregnet Kirke en hård og ret uheldig restaurering ved bygningsinspektør Walther, der få år senere også gav rundkirken i nabosognet Thorsager en hård medfart. Han forsøgte om at omskabe den gotiske kirkebygning til den romanske stil. Alt inventaret bortset fra døbefonten og alterstagerne blev kasseret. Der indbyggedes nye hvælvpiller og nye gjordbuer i romansk stil, således at det gotiske præg blev sløret. Der blev fremstillet nyt inventar; nye stolestader, prædikestol, knæfald, altertavle, samt høje brystningspaneler langs væggene. Resultatet var ikke heldigt. Kirkerummet fremstod rodet og usammenhængende.

## Restaureringen 2006
Efter mange års tilløb og forhandlinger med myndighederne kunne man i 2006 indlede en restaurering af kirken, der på mange måder handlede om at fjerne misforståelserne fra 1800-tallet. Walthers hvælvpiller og gjordbuer blev fjernet, så rummet atter fik sin oprindelige smukke geometri tilbage. Gulvene blev enten fornyede eller omlagte. Vinduerne i korets østvæg blev blændet af. Vægpanelerne blev fjernet. Et forslag om at kassere stolestaderne og prædikestolen fra 1872 blev ikke gennemført. Disse blev i stedet malede i helt nye farver. En nyt alterbord er opmuret, og her står en ny altertavle, et trefløjet nadverbillede malet af Arne Haugen Sørensen. Samme kunstner har desuden forestået de øvrige udsmykningsopgaver i forbindelse med restaureringen. Som kirkerummet fremtræder i sin nye form, er det i høj grad moderne. Men opformningen har i høj grad også fremhævet rummets smukke gotiske proportioner.

## Inventar
- Døbefonten stammer fra den romanske forgænger til den nuværende kirkebygning. Den er udsmykket med dobbeltløver, hvoraf det ene par mødes i et pæreformet hoved, det andet par i et hoved med glorie. Den er beslægtet med fontene i Skødstrup og Egens Kirker. De stammer sandsynligvis fra samme værksted.
- Altertavlen eller altermaleriet stammer fra den seneste restaurering. Det er trefløjet nadverbillede kaldet ”Blå nadver”. Billedet er malet 1997 af Arne Haugen Sørensen og erhvervet til Bregnet Kirke i 2005. Den erstattede en tavle fra forrige restaurering, der havde et alterbillede af den korsfæstede udført af major Sophus Schack.
- Prædikestolen er udført af N. W. Fjeldskovs billedskærerværksted til restaureringen i 1872. I forbindelse med seneste restaurering blev den malet i lyse farver, og fik i sine fem felter nye malerier med fem vandringsmænd, udført af Arne Haugen Sørensen.
- Stolestaderne er ligeledes fra 1872. De er i 2006 blevet ombygget, så der er opnået bedre komfort. Samtidig er de blevet malet sorte, og har på gavlene fået små malerier med bibelhistoriske motiver, i alt 35, ligeledes udførte af Arne Haugen Sørensen.
- Alterkrucifikset er ligeledes et værk af Arne Haugen Sørensen.
- Orgelet er ligeledes nyt fra 2006, bygget af orgelbyggerfirmaet P.G. Andersen & Bruhn. Det erstattede et forholdsvis nyt orgel, udført af orgelbyggerfirmaet Marcussen & Søn i 1968. Dette instrument kunne imidlertid ikke udvides med flere stemmer, hvorfor en udskiftning blev gennemført i forbindelse med restaureringen. Pulpituret er ligeledes nyt. Kirkens første orgel var fra 1884.

- Den romanske døbefont er det eneste inventar bevaret fra den oprindelige kirke.